# Noël De Pauw
Noël De Pauw (Sint-Denijs-Boekel, Zwalm, 25 de julio de 1942 - Zaventem, 13 de abril de 2015) fue un ciclista belga que fue profesional entre 1964 y 1972.
Durante su carrera profesional consiguió 16 victorias, destacando la Gante-Wevelgem de 1965.

## Palmarés
- 1963
  - Vencedor de una etapa a la Vuelta en Bélgica amateur
- 1965
  - 1º en la Gante-Wevelgem
  - 1º en la Omloop Het Volk
  - 1º en Bierges
  - 1º en el Critèrium de Moorslede
  - 1º en Once-Lieve-Vrouw Waver
- 1966
  - 1º en Duffel
  - 1º en Zolder
  - 1º en Houtem
  - 1º en Once-Lieve-Vrouw Waver
- 1967
  - 1º en Duffel
  - 1º en Tervuren
  - 1º en Tienen
  - 1º en Stekene
  - Vencedor de una etapa de los Cuatro días de Dunkerque
- 1968
  - 1º en Gistel
  - 1º en Omloop Hageland-Zuiderkempen